# Künstlerhaus Sootbörn

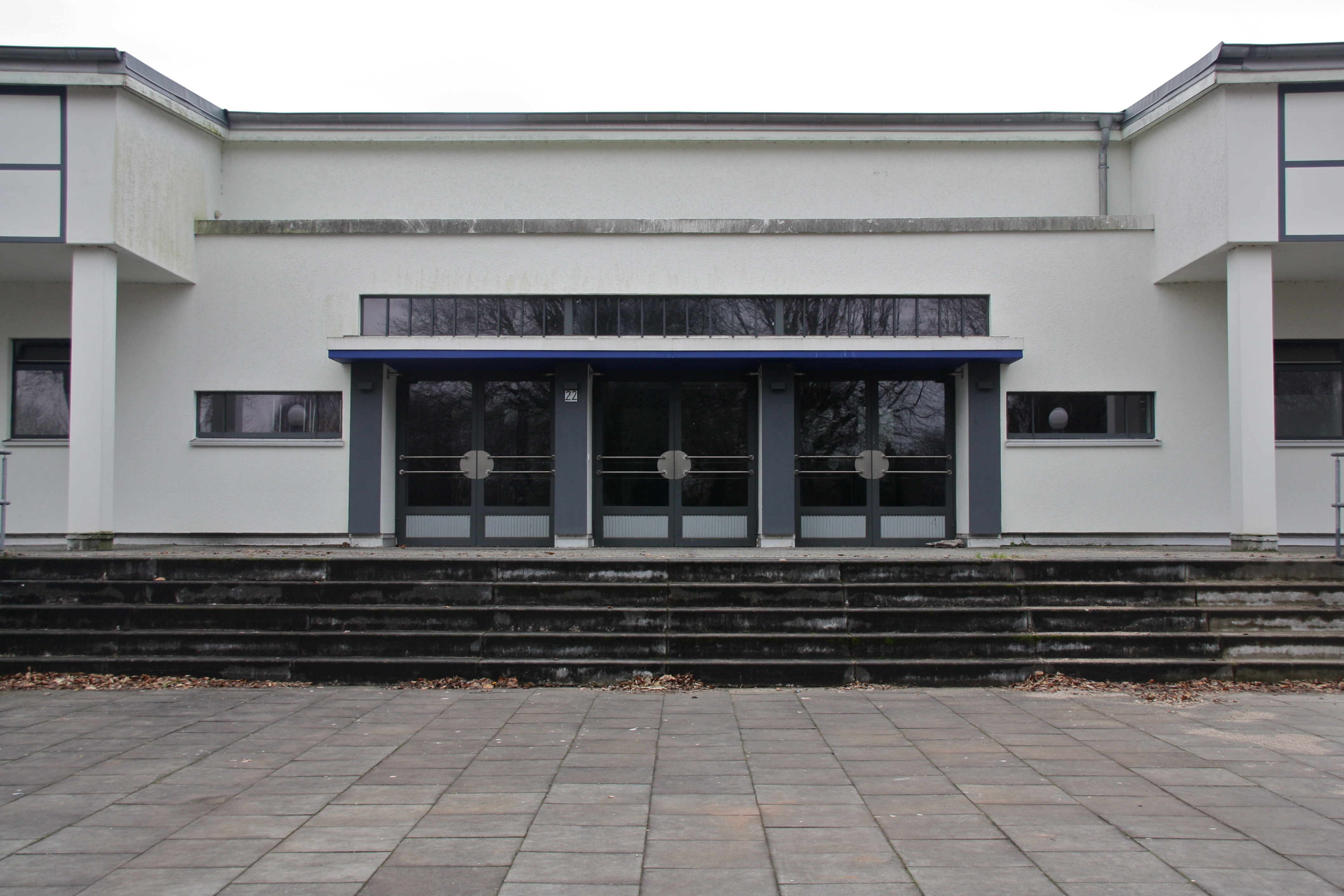
Eingangsbereich zur Straße Sootbörn

Das Künstlerhaus Sootbörn ist ein Künstler- und Kulturhaus in Hamburg-Niendorf, Sootbörn 22.

## Geschichte des Gebäudes
Das Gebäude wurde als erste Mittelschule in Niendorf, Schnelsen und Lokstedt konzipiert und von 1927 bis 1929 von den Architekten Ernst und Wilhelm Langloh im Bauhausstil errichtet. Es lernten dort zunächst 200 Schüler. Im Jahr 1950 waren es schon 1530. Sie lernten schichtweise vormittags, nachmittags und auch am Wochenende. Das Schulgebäude wurde „Glaskasten“ genannt.
Durch den Ausbau des heute direkt an das Schulgrundstück angrenzenden  Hamburger Flughafens Ende der 1950er Jahre rückte das Haus direkt in die Einflugschneise der Start- und Landebahn 05. Aus Gründen der Flugsicherheit wurden deshalb die zwei oberen Stockwerke abgerissen, nur das Erdgeschoss blieb erhalten. Ohnehin wäre der Unterricht aufgrund des zunehmenden Fluglärms bald unmöglich gewesen. Die Schule zog an den Standort Bondenwald um und heißt heute Gymnasium Bondenwald. Ab 1962 wurde das Gebäude von der Hamburger Schulbehörde nur noch als Lager für Möbel und Schulmaterial genutzt.

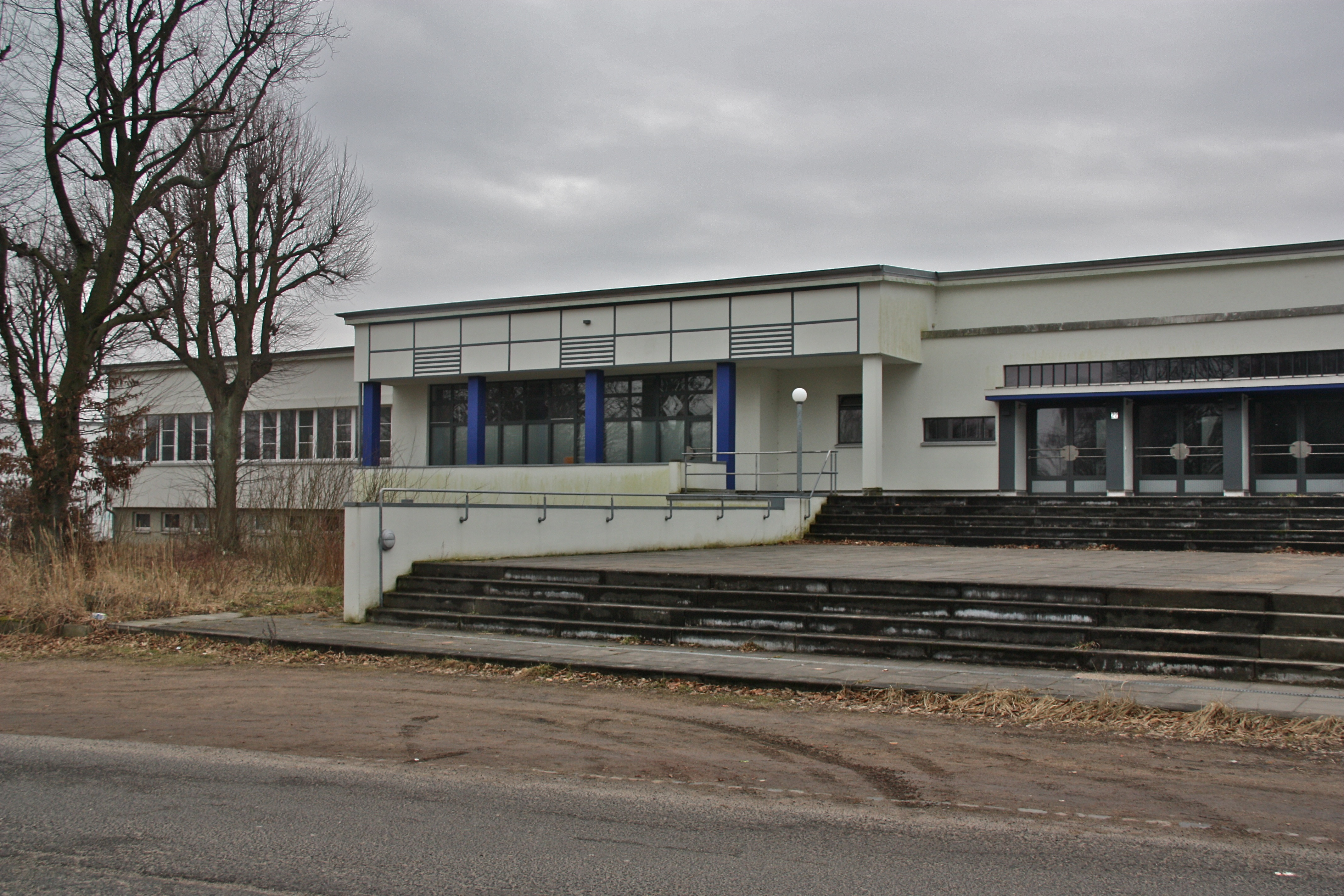
Eingang und linker Teil des Künstlerhauses (2013)

Ende der 1980er Jahre beschloss eine Künstlergruppe, aus der Ruine ein Künstlerhaus zu schaffen. Nach langwierigen Verhandlungen mit der Schulbehörde wurde das Gebäude 1992 der Initiative übergeben, aufwendig renoviert und zu einem Künstlerhaus mit 14 Ateliers entwickelt. Neben den Künstlerateliers befindet sich auch das Forum für Nachlässe von Künstlerinnen und Künstlern in dem Haus. Es vergibt unter anderem Atelierstipendien für je zwei Kunsthochschulabsolventen für ein Jahr. Die Stipendiatenzeit wird mit einer Ausstellung beendet.
Von 2001 bis 2006 wurde das Haus nochmals saniert. Im Herbst 2003 feierte das Künstlerhaus Sootbörn sein 10-jähriges Bestehen.